# APEJES de Mfou
 (novembre 2021).
Si vous disposez d'ouvrages ou d'articles de référence ou si vous connaissez des sites web de qualité traitant du thème abordé ici, merci de compléter l'article en donnant les références utiles à sa vérifiabilité et en les liant à la section « Notes et références ».
Maillots
Actualités
L'APEJES de Mfou, parfois appelé l'Apéjes de Yaoundé, est un club de football camerounais basé à Yaoundé dans la région du Centre, fondé en 2006.

## Historique
Le club est fondé par son président Aimé Léon Zang en 2006.
Promu en 2014 en championnat national Elite One, il termine 5e en 2014 et en 2015, 11e en 2016 et 2e en 2020-2021.
Le club est relégué à l'issue de la saison Elite One 2023-2024 et évolue en Elite Two du Cameroun pour la saison 2024-2025.

## Palmarès
| Compétitions nationales                                                                              |
| --- |
| - Championnat du Cameroun : - Vice-champion : 2020-21. - Coupe du Cameroun (1) : - Vainqueur : 2016. |

## Anciens joueurs
- Serge Tabekou (2015)
- Yetna njock Michel (2005-2010)